# John Joachim
John Joachim, né le 8 avril 1874 en Ohio, et mort le 21 octobre 1942 à Saint-Louis, est un rameur en aviron américain qui a remporté la médaille de bronze en deux sans barreur aux Jeux de Saint-Louis en 1904 avec son compatriote Joseph Buerger.

## Palmarès
- Médaille de bronze en deux sans barreur aux Jeux olympiques d'été de 1904 à Saint-Louis ( États-Unis)